# 小林大紀
小林 大紀（こばやし だいき、1991年9月23日 - ）は、日本の男性声優。大阪府豊中市出身。81プロデュース所属。

## 経歴
声優になったきっかけは『おはスタ』。司会を担当していた山寺宏一が番組内のアニメにも出演していたことから、声優という職業を知り、目指すこととなった。尊敬する声優にも山寺宏一を挙げている。
それ以降は、国語の授業で演出しながら教科書を音読することが好きで、中学時代に深夜アニメを見て「面白いな」と感じていたという。元々何かを読んだり表現したりすることに興味があったんだと語り、「早めにやりたいことをやるのもいいな」と思い、高校時代、大阪の養成所に半年くらい通っていたという。
総合学園ヒューマンアカデミー卒業。
81ACTOR'S STUDIOを卒業後、2014年4月1日、81プロデュースジュニア所属。

## 人物
『アイドルマスター SideM』で共演している中島ヨシキとは養成所時代からの同期で公私共に交流がある。また、『アイドルマスター シンデレラガールズ』に出演している伊達朱里紗とも養成所からの同期。
学生時代はバドミントン部に所属していた。趣味・特技はゲーム、ダンス。方言は大阪弁。

## 出演
太字はメインキャラクター。

### 劇場アニメ
- 思い、思われ、ふり、ふられ（2020年）
- あんさんぶるスターズ!!-Road to Show!!-（2022年、荒くれ者C）
- アリスとテレスのまぼろし工場（2023年、仙波康成[25]）
- 大雪海のカイナ ほしのけんじゃ（2023年）
- 映画おしりたんてい スター・アンド・ムーン（2025年、かいとうN[26]）

### OVA
- 12歳。（2014年 - 2015年、男子1、男子） - 『ちゃお』2014年12月号、2015年8月号付録
- ゆらぎ荘の幽奈さん（2018年、猫神） - コミックス第13巻アニメBD同梱完全受注限定版

### Webアニメ
- パンと僕のモモちゃん（2018年、シロ[27]）
- 風都探偵（2022年、青山晶[28]）
- 爆丸エボリューションズ（2022年、ルー）

### ゲーム
2016年
- アイドルマスター SideM（2016年 - 2023年、水嶋咲）
- 遊戯王デュエルリンクス

2017年
- アイドルマスター SideM LIVE ON ST@GE!（2017年 - 2020年、水嶋咲）
- キズナストライカー!（百々瀬なる）
- 魔女と百騎兵2（アティス）
- ユバの徽（コアト、シルシちゃん八号）
- 地球防衛軍5（爆撃機パイロット）
- ウイニングハンド（オベロン）

2018年
- バディスマ!!〜スマホでスタート!バディファイト!〜（星詠スバル）
- 陰陽師（白蔵主）
- 刻のイシュタリア（ユエラオ）
- 夜明けのベルカント

2019年
- Op8♪（星崎聖）
- 干支かれ 〜十二支に猫が漏れた理由〜
- アークザラッドR（マティアス）
- ステラービース（ランダー）
- なむあみだ仏っ!-蓮台 UTENA-（毘羯羅大将）
- 快感♥フレーズ CLIMAX -NEXT GENERATION-（白鳥春月）
- 星鳴エコーズ（薄氷世人）
- デュエル・マスターズ プレイス（アクア・スナイパー）

2020年
- SHOW BY ROCK!! Fes A Live（659〈ロコク〉）
- ドトコイ（吉角奏汰）
- キャプテン翼 RISE OF NEW CHAMPIONS（岸田猛、沢木昇、小田強、佐々木大吾、小野寺和康、武田雄太、玉井寛、中城孝司、加藤正則、小池秀人 他）
- ロストアーク（バスティアン）
- りゅうおうのおしごと!

2021年
- アイドルマスター ポップリンクス（水嶋咲）
- CARAVAN STORIES（ラケル）
- 異世界に転生したら伝説の勇者（受）でした!?（カイ）
- 新すばらしきこのせかい
- アイドルマスター SideM GROWING STARS（2021年 - 2023年、水嶋咲）
- ドラゴンクエストX 天星の英雄たち オンライン（スラーレ、洞くつのオバケ、ブラザー）
- モンスターストライク（オド）

2023年
- あんさんぶるスターズ!! Basic / Music（天満光〈2代目〉） - 2作品

2024年
- 廻らぬ星のステラリウム（マニ）
- ライドカメンズ
- ミステリーの歩き方（井沢幸太郎）

### ドラマCD
- THE IDOLM@STER SideM ST@RTING LINE（水嶋咲）
  - 09 神速一魂
  - 10 Café Parade
- 豪華客船で恋は始まる11（ボブキャット）
- 世界最強の魔王ですが誰も討伐しにきてくれないので、勇者育成機関に潜入することにしました。ドラマCD「魔王様監督? 適性試験実施」（テオドール[45]）

### BLCD
- おやすみアイドルくん（ショウマ）
- 純情ビッチ、ハツコイ系（那由太）
- 暴走リーマン、ヘンタイ系
- 30秒、そのあとに（神薙素直）
- 因果性のベゼ（小山）
- 俺達は新婚さんかもしれない（バーテン）
- 愛は金なりII（ちいさなソラ）

### 吹き替え

#### 映画
- くるみ割り人形と秘密の王国（第1のポリシネル）

#### ドラマ
- 獣電戦隊キョウリュウジャーブレイブ（2017年、イ・プルン / ブレイブキョウリュウグリーン[46]）
- ゲームシェイカーズ（2017年、ネイト）
- 凍てつく楽園 〜夕陽に消えた叫び〜（2017年）

#### アニメ
- レゴ ニンジャゴー（2015年 - 2018年、ペールマン、ノブ）
- きかんしゃトーマス（2015年 - 2021年、フィリップ、レイ）
  - きかんしゃトーマス 走れ!世界のなかまたち（2017年）
  - きかんしゃトーマス とびだせ!友情の大冒険（2018年）
- ダックテイルズ（2018年 - 2021年、ルーイ[47]）
- ロスト・ティーンエイジャー（2018年 - 2020年、カイ）
- 転生宗主の覇道譚 〜すべてを呑み込むサカナと這い上がる〜（2025年、程曦〈チョン･シー〉[48][初出 11]）

### デジタルコミック
- 番犬ハニー♡（2018年、赤坂駿）
- はるお嬢さま、恋のお時間です!（2020年、男子生徒）
- お兄ちゃんだって甘えたいわけで。（2023年、彰人[49]）

### ラジオ
※はインターネット配信。
- アーサー・大紀・ヨシキのカレイドスコープ・パーティ（2016年 - 2018年、ニコニコ動画※）
- 小林大紀・土田玲央のツイートーク（2017年 - 、ニコニコ生放送※）
- エルドライブ【ēlDLIVE】〜ジャンルノRadio〜（2017年、音泉※）[50]
- アイドルマスター SideM ラジオ 315プロNight!（2018年、ニコニコ生放送※[51]）
- 月刊 新・男前通信２月号～月刊 小林大紀（2020年、文化放送モバイルplus※）[52]

### テレビ番組
- ビットワールド（狐）
- みんなで語る番組 かたりぽTV まっち×ボイス♪（2019年4月13日・5月4日、TOKYO MX）[53][54][55][56]

### 特撮
- セイバー+ゼンカイジャー スーパーヒーロー戦記（2021年）

### オーディオドラマ
- アイドルマスター SideM「315 PASSION CONTENTS」『CONNECT WITH MUSIC! わだかまり、空回り、思いやり』（2023年、水嶋咲）

### オーディオブック
- 人類は衰退しました（2019年）
- クズと天使の二周目生活 1〜2（2019年 - 2021年、田所真琴 ほか[57][58]）
- 異世界修学旅行（2020年、沢木浩介[59]）
- 世界最強の魔王ですが誰も討伐しにきてくれないので、勇者育成機関に潜入することにしました。1〜2（2020年、ルシファー（テオドール）+朗読[60][61][62]）
- 俺の立ち位置はココじゃない!（2021年、須永公平[63]）

### 舞台
所属していた劇団「初恋企画」の作品にも出演していた。
- スプリングマン「弁当屋の四兄弟 -令和二年版-」（2020年2月1日 - 2日、吉祥寺シアター） - ゲスト出演（※ダブルキャスト）[64]

### 朗読劇
- Key Project presents 朗読劇「Star〜星を探して」（2015年7月12日、原宿ストロボカフェ） - 上村翔太 役
- READPIA オリジナル朗読劇「羊たちの標本／再演」（2020年10月10日、オンライン配信） - 月兎 役[65]
- うち劇「あつまれ不思議な島～フェアリーさんと仲間たち」（2020年10月17日、オンライン配信） - フェアリーさん、巨乳になっていた男 役（※どちらも第2部公演。一人二役かつダブルキャスト）[66]
- READPIA オリジナル朗読劇「モノクロの空に虹を架けよう」第六夜（2021年5月15日、オンライン配信） - 拓海 役[67]
- シチュエーション朗読劇「Love on Ride～通勤彼氏」（2021年8月6日 - 7日・9日、浅草花劇場） - 笹岡永斗（6日3部・7日1部・9日3部）、久我瞬介（6日1部・9日1部）役（※どちらもダブルキャスト）[68]
- THE IDOLM@STER SideM PASSIONABLE READING SHOW -超常事変〜対立スル正義〜-（2023年3月11日、武蔵野の森総合スポーツプラザ メインアリーナ） - 水嶋咲 役[69]
- 朗読劇「若きウェルテルの悩み」（2024年5月4日、TOKYO FM HALL）[70]
- 朗読劇「胡桃炸裂症候群 -Drosselmeyer Syndrome - 承」（2025年8月22日 - 24日〈予定〉、CBGKシブゲキ!!）[71]
- 81プロデュース・日本工学院・豊島区　産学官連携企画 朗読劇「天上の虹」万葉集編（2025年9月28日、あうるすぽっと） - 珂瑠皇子 役[72]

### その他
- リアル宝探し 〜風魔からの挑戦〜 in 小田原（2017年）
- 星芥ショータイム（2023年 - 、吉良虎太郎（キラリ）[73]）
- 小鳥遊ちゃんは打ち切り漫画を愛しすぎている PV（2024年、月見里司[74]）

## ディスコグラフィ

### キャラクターソング
| 発売日         | 商品名                                                                           | 歌 | 楽曲 | 備考                                                                                               |
| -------------- | -------------------------------------------------------------------------------- | --- | --- | -------------------------------------------------------------------------------------------------- |
| 2016年4月20日  | THE IDOLM@STER SideM ST@RTING LINE -10 Café Parade                               | Café Parade | 「Café Parade!」 「À La Carte FREEDOM♪」 「DRIVE A LIVE」                                                                                          | ゲーム『アイドルマスター SideM』関連曲                                                             |
| 2016年10月26日 | ナンバカ脱獄理論♪                                                                | ジューゴ（上村祐翔）、ウノ（柿原徹也）、ロック（汐崎アイル）、ニコ（小林大紀）、双六一（関智一） | 「ナンバカ脱獄理論♪」 | テレビアニメ『ナンバカ』エンディングテーマ                                                         |
| 2016年11月16日 | ナンバカ囚人SONGS                                                                | ニコ（小林大紀） | 「監獄より愛をこめて!!!」 | テレビアニメ『ナンバカ』関連曲                                                                     |
| 2017年2月1日   | Beyond The Dream                                                                 | 315プロダクション所属アイドル | 「Beyond The Dream」 | ゲーム『アイドルマスター SideM』関連曲                                                             |
| 2017年2月1日   | Beyond The Dream                                                                 | 315プロダクション所属アイドル（フィジカル） | 「Beyond The Dream」 | ゲーム『アイドルマスター SideM』関連曲                                                             |
| 2017年4月26日  | THE IDOLM@STER SideM ORIGIN@L PIECES 04                                          | 水嶋咲（小林大紀） | 「フェイバリットに踊らせて」 | ゲーム『アイドルマスター SideM』関連曲                                                             |
| 2018年1月17日  | THE IDOLM@STER SideM 3rd ANNIVERSARY DISC 01 Café Parade & Altessimo & Legenders | Café Parade | 「Reversed Masquerade」 | ゲーム『アイドルマスター SideM』関連曲                                                             |
| 2018年1月17日  | THE IDOLM@STER SideM 3rd ANNIVERSARY DISC 01 Café Parade & Altessimo & Legenders | Café Parade & Altessimo & Legenders | 「Eternal Fantasia」 | ゲーム『アイドルマスター SideM』関連曲                                                             |
| 2018年2月2日   | THE IDOLM@STER SideM 3rd ANNIVERSARY SOLO COLLECTION 01                          | 水嶋咲（小林大紀） | 「Reversed Masquerade」 | ゲーム『アイドルマスター SideM』関連曲                                                             |
| 2018年6月2日   | バディ☆ファニーDAYS                                                              | 未門友牙（真野拓実）、星詠スバル（小林大紀）、陸王マサト（森嶋秀太） | 「バディ☆ファニーDAYS」 | テレビアニメ『フューチャーカード 神バディファイト』エンディングテーマ                              |
| 2018年11月14日 | THE IDOLM@STER SideM WakeMini! MUSIC COLLECTION 01                               | 315 STARS（フィジカル Ver.） | 「LET'S GO!!」 | テレビアニメ『アイドルマスター SideM 理由あってMini!』エンディングテーマ                           |
| 2018年12月5日  | THE IDOLM@STER SideM WORLD TRE@SURE 05                                           | 水嶋咲（小林大紀）、姫野かのん（村瀬歩）、舞田類（榎木淳弥） | 「ALOHA! HAPPY CREATOR!」 「MEET THE WORLD!」 | ゲーム『アイドルマスター SideM LIVE ON ST@GE!』関連曲                                              |
| 2019年3月15日  | THE IDOLM@STER SideM WakeMini! SOLO COLLECTION 01 PHYSICAL Ver.                  | 水嶋咲（小林大紀） | 「LET'S GO!!」 | テレビアニメ『アイドルマスター SideM 理由あってMini!』関連曲                                       |
| 2019年5月10日  | THE IDOLM@STER SideM 4th ANNIVERSARY DISC「LIVE in your SMILE / DREAM JOURNEY」  | DRAMATIC STARS、Jupiter、Beit、High×Joker、Café Parade、もふもふえん、F-LAGS | 「DREAM JOURNEY」 | ゲーム『アイドルマスター SideM』関連曲                                                             |
| 2019年12月18日 | THE IDOLM@STER SideM 5th ANNIVERSARY DISC 01 PRIDE STAR                          | 315 ALLSTARS | 「PRIDE STAR」 「DRIVE A LIVE」 「Reason!!」 「GLORIOUS RO@D」                                                                                     | ゲーム『アイドルマスター SideM』関連曲                                                             |
| 2020年2月14日  | GIFT for SMILE!                                                                  | Team Warahibi! | 「GIFT for SMILE!」 | 『Warahibi!』メインテーマ                                                                          |
| 2020年2月14日  | GIFT for SMILE!                                                                  | Team Warahibi! | 「ネガポジコントラスト」 | 『Warahibi!』関連曲                                                                                |
| 2020年2月19日  | THE IDOLM@STER SideM 5th ANNIVERSARY DISC 03 W&Café Parade&もふもふえん          | Café Parade | 「Present For You!!!!! 〜A day in the café〜」 | ゲーム『アイドルマスター SideM』関連曲                                                             |
| 2020年2月19日  | THE IDOLM@STER SideM 5th ANNIVERSARY DISC 03 W&Café Parade&もふもふえん          | W、Café Parade、もふもふえん | 「ミュージアムジカ」 | ゲーム『アイドルマスター SideM』関連曲                                                             |
| 2020年3月6日   | THE IDOLM@STER SideM 5th ANNIVERSARY UNIT COLLECTION -PRIDE STAR-                | Café Parade | 「PRIDE STAR」 | ゲーム『アイドルマスター SideM』関連曲                                                             |
| 2020年3月25日  | JEALOUSYS                                                                        | F★light | 「Galaxy Dream」 「Spark in the night」 | ゲーム『快感♥フレーズ CLIMAX』関連曲                                                               |
| 2020年8月26日  | THE IDOLM@STER SideM 5th ANNIVERSARY SOLO COLLECTION 02                          | 水嶋咲（小林大紀） | 「Present For You!!!!! 〜A day in the café〜」 | ゲーム『アイドルマスター SideM』関連曲                                                             |
| 2020年11月4日  | THE IDOLM@STER SideM NEW STAGE EPISODE:04 Café Parade                            | Café Parade | 「Delicious Delivery」 「NEXT STAGE!」 | ゲーム『アイドルマスター SideM』関連曲                                                             |
| 2021年2月7日   | THE IDOLM@STER SideM UNIT COLLECTION -MEET THE WORLD!-                           | 315 ALLSTARS | 「MEET THE WORLD!」 | ゲーム『アイドルマスター SideM』関連曲                                                             |
| 2021年2月7日   | THE IDOLM@STER SideM UNIT COLLECTION -MEET THE WORLD!-                           | Café Parade | 「MEET THE WORLD!」 | ゲーム『アイドルマスター SideM』関連曲                                                             |
| 2021年8月18日  | スケートリーディング☆スターズ キャラクターソングミニアルバム②                    | Mi*Leon feat. NOA［久遠寺夢空（斉藤壮馬）］ | 「リンクのラブパッション☆」 | テレビアニメ『スケートリーディング☆スターズ』関連曲                                                |
| 2021年9月29日  | THE IDOLM@STER SideM GROWING SIGN@L 01 Growing Smiles!                           | 315 ALLSTARS | 「Growing Smiles!」 「DRIVE A LIVE」 「Beyond The Dream」 「NEXT STAGE!」                                                                          | ゲーム『アイドルマスター SideM GROWING STARS』関連曲                                               |
| 2022年1月8日   | THE IDOLM@STER SideM UNIT COLLECTION -Growing Smiles!-                           | Café Parade | 「Growing Smiles!」 | ゲーム『アイドルマスター SideM GROWING STARS』関連曲                                               |
| 2022年2月9日   | THE IDOLM@STER SideM GROWING SIGN@L 04 Café Parade                               | Café Parade | 「Pavé Étoiles」 「Teatime Cliché」 | ゲーム『アイドルマスター SideM GROWING STARS』関連曲                                               |
| 2022年3月12日  | THE IDOLM@STER SideM PASSION@TE FORMATION -PHYSICAL-                             | 315 STARS（フィジカルVer.） | 「RED HOT BEAT!!」 | ゲーム『アイドルマスター SideM GROWING STARS』関連曲                                               |
| 2022年3月12日  | THE IDOLM@STER SideM PASSION@TE FORMATION -PHYSICAL-                             | 水嶋咲（小林大紀） | 「RED HOT BEAT!!」 | ゲーム『アイドルマスター SideM GROWING STARS』関連曲                                               |
| 2022年10月1日  | THE IDOLM@STER SideM GROWING SIGN@L SOLO COLLECTION 01                           | 水嶋咲（小林大紀） | 「Pavé Étoiles」 | ゲーム『アイドルマスター SideM GROWING STARS』関連曲                                               |
| 2022年12月21日 | THE IDOLM@STER SideM GROWING SIGN@L 15 Take a StuMp!                             | 315 ALLSTARS | 「Take a StuMp!」 | ゲーム『アイドルマスター SideM GROWING STARS』関連曲                                               |
| 2023年1月25日  | THE IDOLM@STER SideM 49 ELEMENTS 08 Café Parade                                  | Café Parade | 「Smiling Platter!」 | ゲーム『アイドルマスター SideM GROWING STARS』関連曲                                               |
| 2023年1月25日  | THE IDOLM@STER SideM 49 ELEMENTS 08 Café Parade                                  | 水嶋咲（小林大紀） | 「Make up↑ Magic」 | ゲーム『アイドルマスター SideM GROWING STARS』関連曲                                               |
| 2023年2月11日  | THE IDOLM@STER SideM UNIT COLLECTION -Take a StuMp!-                             | Café Parade | 「Take a StuMp!」 | ゲーム『アイドルマスター SideM GROWING STARS』関連曲                                               |
| 2023年3月11日  | 幻想のUtopia/安寧のDystopia                                                      | 天ヶ瀬冬馬（寺島拓篤）、伊集院北斗（神原大地）、都築圭（土岐隼一）、神楽麗（永野由祐）、渡辺みのり（高塚智人）、信玄誠司（増元拓也）、華村翔真（バレッタ裕）、清澄九郎（中田祐矢）、伊瀬谷四季（野上翔）、神谷幸広（狩野翔）、卯月巻緒（児玉卓也）、水嶋咲（小林大紀）、橘志狼（古畑恵介）、舞田類（榎木淳弥）、山下次郎（中島ヨシキ）、円城寺道流（濱野大輝）、兜大吾（浦尾岳大）、九十九一希（比留間俊哉）、葛之葉雨彦（笠間淳）、北村想楽（汐谷文康） | 「安寧のDystopia」 | 舞台『THE IDOLM@STER SideM PASSIONABLE READING SHOW -超常事変〜対立スル正義〜-』エンディングテーマ |
| 2023年10月28日 | THE IDOLM@STER SideM 8th STAGE THEME SONG「Hands & Claps!」                      | 315 ALLSTARS | 「Hands & Claps!」 | ライブイベント『THE IDOLM@STER SideM 8th STAGE 〜ALL H@NDS TOGETHER〜』テーマソング                |
| 2023年10月28日 | THE IDOLM@STER SideM 8th STAGE THEME SONG「Hands & Claps!」                      | 315 STARS（フィジカルVer.） | 「Hands & Claps!」 | ライブイベント『THE IDOLM@STER SideM 8th STAGE 〜ALL H@NDS TOGETHER〜』テーマソング                |
| 2024年1月31日  | THE IDOLM@STER SideM CIRCLE OF DELIGHT 03 Café Parade                            | Café Parade | 「Heartmade Cookies」 「Dear you, Cheers!!」 | 『アイドルマスター SideM』関連曲                                                                   |
| 2024年6月26日  | あんさんぶるスターズ!! アルバムシリーズ 『TRIP』 Ra*bits                         | Ra*bits | 「Joyful×Box*」 「野うさぎマーチ♪」 「Hoppin' Season♪」 「Love Ra*bits Party!!」 「Milky Starry Charm」 「メルティ♡キッチン」 「Dream Collection」 | ゲーム『あんさんぶるスターズ!!』関連曲                                                             |
| 2024年6月26日  | あんさんぶるスターズ!! アルバムシリーズ 『TRIP』 Ra*bits                         | 天満光（小林大紀） | 「スタート♪ダッシュダッシュ！」 | ゲーム『あんさんぶるスターズ!!』関連曲                                                             |
| 2024年6月26日  | あんさんぶるスターズ！アルバムシリーズ MaM                                       | MaM［三毛縞斑（鳥海浩輔）］ with team 牛若丸 | 「辻風に吹かれて」 | ゲーム『あんさんぶるスターズ!!』関連曲                                                             |
| 2024年6月26日  | Stars' Ensemble!                                                                 | 夢ノ咲ドリームスターズ | 「Stars' Ensemble!」 | ゲーム『あんさんぶるスターズ!!』関連曲                                                             |
| 2024年6月26日  | あんさんぶるスターズ！ EDテーマ集 vol.2                                          | Ra*bits | 「メイド・イン・トキメキ♪」 | ゲーム『あんさんぶるスターズ!!』関連曲                                                             |
| 2024年6月26日  | BRAND NEW STARS!!                                                                | ESオールスターズ | 「BRAND NEW STARS!!」 | ゲーム『あんさんぶるスターズ!!』関連曲                                                             |
| 2024年6月26日  | BRAND NEW STARS!!                                                                | ESオールスターズ | 「Walk with your smile」 | ゲーム『あんさんぶるスターズ!!』関連曲                                                             |
| 2024年6月26日  | あんさんぶるスターズ!! ESアイドルソング season1 Ra*bits                          | Ra*bits | 「Love it Love it」 「BRAND NEW STARS!!」 | ゲーム『あんさんぶるスターズ!!』関連曲                                                             |
| 2024年6月26日  | あんさんぶるスターズ!! シャッフルユニットソングコレクション vol.01               | √AtoZ | 「デートプランA to Z」 | ゲーム『あんさんぶるスターズ!!』関連曲                                                             |
| 2024年6月26日  | FUSIONIC STARS!!                                                                 | ESオールスターズ | 「FUSIONIC STARS!!」 | ゲーム『あんさんぶるスターズ!!』関連曲                                                             |
| 2024年6月26日  | あんさんぶるスターズ!! ESアイドルソング season2 Ra*bits                          | Ra*bits | 「FALLIN' LOVE=IT'S WONDERLAND」 「うさぎの森の音楽会」                                                                                            | ゲーム『あんさんぶるスターズ!!』関連曲                                                             |
| 2024年6月26日  | あんさんぶるスターズ!! FUSION UNIT SERIES 02 Ra*bits ✕ Double Face               | Ra*bits、Double Face | 「ポケットに宇宙」 | ゲーム『あんさんぶるスターズ!!』関連曲                                                             |
| 2024年6月26日  | あんさんぶるスターズ!! FUSION UNIT SERIES 02 Ra*bits ✕ Double Face               | Ra*bits | 「FUSIONIC STARS!!」 | ゲーム『あんさんぶるスターズ!!』関連曲                                                             |
| 2024年7月13日  | THE IDOLM@STER SideM CIRCLE OF DELIGHT SOLO COLLECTION 01                        | 水嶋咲（小林大紀） | 「Heartmade Cookies」 | 『アイドルマスター SideM』関連曲                                                                   |
| 2024年7月13日  | THE IDOLM@STER SideM 9th STAGE THEME SONG「Gather Round!」                       | 315 ALLSTARS | 「Gather Round!」 | ライブイベント『THE IDOLM@STER SideM 9th STAGE ～MIR＠-CIRCLE CRESCENDO～』テーマソング            |
| 2024年7月13日  | THE IDOLM@STER SideM 9th STAGE THEME SONG「Gather Round!」                       | 315 STARS（フィジカルVer.） | 「Gather Round!」 | ライブイベント『THE IDOLM@STER SideM 9th STAGE ～MIR＠-CIRCLE CRESCENDO～』テーマソング            |